# Gollara Thimmanahalli, Alur
Gollara Thimmanahalli là một làng thuộc tehsil Alur, huyện Hassan, bang Karnataka, Ấn Độ.